# Trommsdorffia crepidioides
Trommsdorffia crepidioides là một loài thực vật có hoa trong họ Cúc. Loài này được (Miyabe & Kudô) Soják miêu tả khoa học đầu tiên năm 1972.